# Kamose
Kamose là vị pharaon cuối cùng của Vương triều thứ 17 của Ai Cập cổ đại thuộc thành Thebes (Ai Cập) vào thời kì chiến tranh với người Hyksos, lúc đó là Vương triều thứ 15 ở vùng Hạ Ai Cập.
Kamose có thể là con của pharaoh Seqenenre Tao và nữ hoàng Ahhotep I. Nếu như vậy thì ông là anh em ruột với pharaoh Ahmose I. Vợ ông được cho là hoàng hậu Ahhotep II và con gái của 2 người là Ahmose-Sitkamose. Sitkamose lấy Ahmose I, người được xem là chú/bác ruột hay anh em họ của công chúa. Bà cũng nhận danh hiệu "Người vợ hoàng gia vĩ đại", sau Chính thất hoàng hậu Ahmose-Nefertari.
Ông lên ngôi (trị vì: khoảng 1554-1549 TCN) sau khi vua cha ngã xuống trong trận chiến với người Hyksos. Cũng như vua cha, Kamose chiến thắng nhiều trận nhưng bị quân Hyksos giết tại trận. Sau khi ông mất, em trai ông, Ahmose I, đã giành được độc lập cho Ai Cập thoát khỏi tay người Hyksos.

## Các chiến dịch

### Phát động chiến tranh
Kamose là vị vua cuối cùng trong số các vị vua Ai Cập bản địa ở Thebes. Ban đầu, các vị vua vương triều thứ 17 ở Thebes đã chung sống hòa bình với vương quốc Hyksos ở phía bắc đến cho tới trước vương triều của Seqenenre Tao. Họ đã kiểm soát miền Thượng Ai Cập cho đến Elephantine và cai trị miền Trung Ai Cập xa về phía bắc tới Cusae. Kamose đã theo đuổi việc đã mở rộng quyền lực của mình về phía bắc và với toàn bộ Hạ Ai Cập. Điều này dường như đã gặp nhiều phản đối từ các vị triều thần. Văn thư của Kamose Tấm bảng Carnarvon đã thuật lại sự mối nghi ngại từ hội đồng của nhà vua đối với triển vọng về một cuộc chiến tranh chống lại người Hyksos:
| “ | Hãy xem, tất cả đều trung thành tới tận Cusae. Vùng đất Ai Cập của chúng ta đang thanh bình. Elephantine [tại Thác nước thứ nhất] thì kiên cố, và phần miền trung (vùng đất) của chúng ta tới tận Cusae. Những người đàn ông vẫn đang cày cấy cho chúng ta những gì tốt nhất từ mảnh đất của họ. Gia súc của chúng ta gặm cỏ ở các đầm lầy Papyrus. Ngô thì dành cho những đàn lợn của chúng ta. Gia súc của chúng ta không bị đoạt đi... Ông ta giữ vùng đất của người châu Á; chúng ta giữ Ai Cập... " | ” |

Tuy nhiên, điều này có thể là sự tuyên truyền nhằm để tạo nên danh tiếng cho ông khi mà vị vua tiền nhiệm, Seqenenre Tao, đã tiến hành chiến tranh với người Hyksos và đã tử trận. Kamose đã tìm cách khôi phục lại vương quyền của Hạ và Thượng Ai Cập bằng vũ lực mà ông nghĩ là xứng đáng thuộc về ông Nhà Vua do đó phản ứng với hội đồng của mình.:
| “ | Ta muốn biết rằng sức mạnh này của ta phục vụ cho điều gì, trong khi một ông vua ở Avaris, và một kẻ khác ở Kush, và ta lại phải ngồi giữa một người châu Á và người Nubia, mà mỗi kẻ trong số chúng nắm giữ một phần của Ai Cập, và ta không thể vượt qua hắn ta quá Memphis... Không đời nào ta có thể chịu được, khi bị tước đoạt bởi các loại thuế của người châu Á. Ta sẽ phải bám lấy hắn, để ta có thể xé toang bụng hắn! Mong muốn của ta là bảo vệ Ai Cập và đánh đuổi đám dân châu Á kia! " | ” |

Không có bằng chứng nào hỗ trợ cho khẳng định của Pierre Montet rằng động thái chống lại người Hyksos của Kamose vốn được các tư tế của Amun ủng hộ như là một cuộc tấn công chống lại việc thờ cúng thần Seth ở phía bắc (tức là động cơ tôn giáo cho cuộc chiến tranh giải phóng). Tấm bảng Carnarvon ghi rằng Kamose tiến về phía bắc để tấn công người Hyksos theo lệnh của Amun, nhưng đây đơn giản chỉ là sự cường điệu vốn phổ biến trong hầu như tất cả các chữ khắc hoàng của lịch sử Ai Cập. Kamose nêu lý do cho một cuộc tấn công vào người Hyksos của mình là niềm tự hào dân tộc. Ông cũng có thể chỉ đơn thuần là tiếp tục các chính sách tiến công quân sự từ vị vua tiền triều, Seqenenre, người dường như đã ngã xuống trong trận chiến chống lại người Hyksos.

### Chiến dịch phía Bắc
Vào năm thứ ba dưới vương triều Kamose, ông bắt tay vào chiến dịch quân sự chống lại người Hyksos bằng việc gương buồm theo sông Nile về phía bắc từ Thebes. Đầu tiên, ông tiến đến Nefrusy, ở phía bắc của Cusae và được canh giữ bởi một đơn vị đồn trú Ai Cập trung thành với người Hyksos. Một toán quân Medjay dã tấn công vị trí đồn trú này và chiếm đóng nó. Khi Kamose tiến quân về phía bắc, ông có thể dễ dàng chiếm được các ngôi làng nhỏ và quét sạch các đơn vị đồn trú nhỏ của người Hyksos, nhưng nếu một thành phố chống cự, ông có thể chia cắt nó ra khỏi phần còn lại của vương quốc Hyksos chỉ đơn giản bằng cách bỏ qua nó để tiếp tục tiến về phía bắc. Đây là chiến thuật có thể cho phép ông tiến quân rất nhanh chóng trên sông Nile. Một tấm bia đá thứ hai cũng được tìm thấy ở Thebes, tiếp tục lời tường thuật của Kamose với một cuộc tấn công vào Avaris. Bởi vì nó không đề cập đến Memphis, một thành phố lớn khác ở phía bắc, nên từ lâu đã có nghi ngờ rằng Kamose chưa bao giờ tấn công Avaris, nhưng thay vào đó nó lại ghi lại những gì ông dự định làm. Kim Ryholt gần đây đã lập luận rằng Kamose có lẽ chưa bao giờ tiến xa hơn Anpu hoặc châu (Nome) Cynopolis tại miền trung Ai Cập (quanh khu vực Faiyum và thành phố Saka) và chưa bao giờ tiến tới vùng đồng bằng châu thổ sông Nile hoặc vùng Hạ Ai Cập.

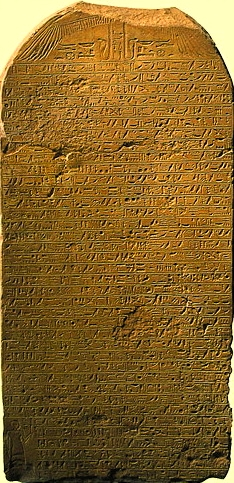
Bia đá thứ hai của Kamose ghi lại chiến thắng của ông trước người Hyksos (Bảo tàng Luxor).

Theo tấm bia thứ hai, sau khi tiến quân về phía bắc Nefrusy, binh lính của Kamose bắt được một sứ giả mang một bức thư từ vua Awoserre Apopi của người Hyksos tại Avaris gửi cho đồng minh của ông ta, vua của Kush, yêu cầu hỗ trợ khẩn cấp chống lại Kamose. Kamose ngay lập tức ra lệnh cho một đội quân của mình đánh chiếm và tàn phá ốc đảo Bahariya ở sa mạc phía tây, vốn có vai trò kiểm soát các tuyến đường sa mạc bắc-nam. Kamose ra lệnh làm điều này để nhằm bảo vệ hậu phương của ông. Kamose sau đó gương buồm về phía nam quay về Thebes, và tổ chức một buổi lễ mừng chiến thắng sau những thành công quân sự chống lại người Hyksos và mở rộng biện giới vương quốc của mình về phía bắc từ Cusae vượt qua Hermopolis tới Sako, hình thành nên biên giới mới giữa vương triều thứ mười bảy của Thebes và vương triều thứ mười lăm của người Hyksos.
Ryholt lưu ý rằng Kamose không bao giờ tuyên bố trong tấm bia thứ hai của mình bất cứ điều gì về việc tấn công bản thân Avaris, mà chỉ có "bất cứ điều gì thuộc Avaris (nkt HWT-w'rt) ví dụ: chiến lợi phẩm [chiến tranh] mà quân đội của ông đã đoạt được" như dòng 7-8 và 15 trên tấm bia đá của Kamose- chỉ nhắc đến Avaris duy nhất một lần-chứng minh:
Dòng 7-8: Ta đã bố trí một đội tàu bảo vệ dũng cảm để tuần tra tới tận vùng rìa của sa mạc và với phần còn lại (của hạm đội) phía sau, nó như thể một con diều hâu đang đi săn trên lãnh thổ của Avaris.
Dòng 15: Ta đã không bỏ qua bất cứ điều gì thuộc về Avaris, bởi vì chúng (các khu vực mà Kamose đã cướp bóc)đã trống rỗng.
Bia đá thứ hai của Kamose nổi tiếng với việc kể lại rằng một sứ giả Hyksos đã bị bắt sống cùng với một lá thư từ vua Apophis- kêu gọi sự trợ giúp từ vị vua của Kush nhằm chống lại Kamose- khi đang băng qua những con đường sa mạc phía tây tới Nubia. Bằng chứng cuối cùng về những hoạt động quân sự của nhà vua chỉ ảnh hưởng đến châu Cynopolite, và không phải là tới chính thành phố Avaris, bởi vì sự thực là khi Kamose trao trả lại bức thư cho Apophis, ông đã đưa nó tới Atfih nằm cách khoảng một trăm dặm về phía nam của Avaris. Do đó, Atfih, đã trở thành biên giới mới hoặc là một vùng đất không người nằm giữa vương quốc Hyksos đang dần thu hẹp và vương triều thứ mười bảy của Kamose đang dần lớn mạnh. Hơn nữa, Kamose kể lại trong tấm bia thứ hai của ông rằng ý định của ông về việc trả lại bức thư của vị sứ giả Hyksos là nhằm thông báo cho Apophis về chiến thắng của vua Thebes ở "vùng đất Cynopolis từng là sở hữu của hắn."  Thông tin này cũng chứng thực rằng Kamose đã giới hạn các hoạt động quân sự của mình tới châu này của Ai Cập và không bao giờ tiếm đến thành phố Avaris vào năm thứ ba của ông.

### Chiến dịch Nubia đầu tiên
Kamose được biết là đã tiến hành chiến dịch chống lại người Kush trước năm thứ ba của ông bởi vì vị vua Hyksos đã kêu gọi vị vua đồng minh người Kush của ông ta tấn công đối thủ Thebes và trả thù cho những tổn thất mà Kamose đã giáng xuống đối với cả hai vương quốc của họ. Không chắc rằng liệu Kamose có đủ nguồn lực, đồng thời đánh bại cả người Kush ở phía nam và sau đó, giáng một đòn nghiêm trọng đối với người Hyksos ở phía bắc chỉ trong một năm trên phòng tuyến mà kéo dài hơn vài trăm km.

## Độ dài vương triều
Năm thứ ba của ông là niên đại duy nhất được chứng thực cho Kamose và từng được coi là thời điểm báo hiệu sự kết thúc vương triều của ông. Tuy nhiên, dường như chắc chắn rằng Kamose đã trị vì thêm một hoặc hai năm sau niên đại này bởi vì ông đã khởi xướng một chiến dịch thứ hai ở Nubia. Bằng chứng đó là Kamose đã bắt đầu chiến dịch đầu tiên chống lại người Kush vốn được khẳng định bởi nội dung bức thư của Apophis, trong đó vị vua Hyksos cầu viện vị vua người Kush và được thuật trên tấm bia đá thứ hai vào năm thứ ba của Kamose:
| “ | Ngài có thấy những gì Ai Cập đã gây ra cho ta? Vị vua cai trị của nó, Kamose Dũng Cảm, đang tấn công ta ngay trên đất đai của ta mặc dù ta đã không tấn công hắn theo mọi cách mà hắn đã làm với ngài. Hắn chọn hai vùng đất này để mang lại phiền não cho họ, vùng đất của ta và ngài, và hắn đã tàn phá chúng. " | ” |

Hai dòng chữ khắc trên đá riêng biệt tìm thấy ở Arminna và Toshka, nằm sâu trong lãnh thổ Nubia, đã cho thấy hai prenomen tên của Kamose và Ahmose nằm cạnh nhau và được khắc vào cùng một thời điểm có thể do cùng một người tạo nên - theo dữ liệu chữ khắc cổ xưa. Trong cả hai dòng chữ khắc "tên của Ahmose theo sau ngay bên dưới tên của Kamose và cả hai vị vua đều sử dụng tính ngữ di-ˁnḫ', được thường được sử dụng duy nhất cho vị vua đang cai trị. Điều này chỉ ra rằng cả Kamose và Ahmose đã đều đang cai trị khi những dòng chữ này được khắc nên và do đó họ đã cùng nhau trị vị. Vì tên của Kamose đã được ghi đầu tiên, nên có lẽ ông là vị vua cai trị chính. Tuy nhiên, lại không có đề cập hoặc nhắc đến việc Ahmose làm vua xuất hiện trong tấm bia đá năm thứ ba của Kamose vốn gián tiếp nhắc đến chiến dịch đầu tiên của Kamose chống lại người Nubia; điều này chỉ có thể có nghĩa là Kamose đã tấn phong Ahmose làm đồng cai trị với mình vào một thời điểm sau năm thứ ba của ông trước khi tiến hành một chiến dịch quân sự thứ hai nhằm vào Nubia Như vậy, chiến dịch Nubia lần thứ hai của Kamose chắc chắn phải xảy ra trong năm thứ 4 hoặc 5 của ông. Mục tiêu của chiến dịch Nubia lần thứ hai của Kamose có thể là vào các pháo đài tại Buhen mà người Nubia đã chiếm lại từ tay của Kamose bởi vì một tấm bia đá mang dấu triện của nhà vua đã cố tình bị xóa và có dấu hiệu về sự phá hủy của lửa gây ra đối với bản thân pháo đài này.
Ryholt đã ước tính vương triều của Kamose dài hơn 5 năm một chút có niên đại từ năm 1554 TCN đến năm 1549 TCN và có một giai đoạn đồng trị vì khoảng một năm giữa Ahmose và Kamose. Donald Redford ghi chú rằng Kamose đã được an táng rất khiêm tốn, trong một chiếc quan tài gỗ không được mạ vàng và thiếu ngay cả một uraeus hoàng gia. Điều này có thể ngụ ý rằng nhà vua đã qua đời trước khi ông có đủ thời gian để hoàn tất các đồ mai táng của mình có lẽ vì ông có chiến tranh với người Kush và Hyksos.

## Xác ướp
Xác ướp của Kamose đã được đề cập trong cuộn giấy Papyrus Abbott, trong đó đã ghi lại một cuộc điều tra những vụ cướp mộ diễn ra dưới vương triều của Ramesses IX, khoảng 400 năm sau thời Ahmose. Trong khi ngôi mộ của ông được nhắc đến là vãn đang "trong tình trạng tốt", rõ ràng là xác ướp của ông đã được chuyển đi vào một thời điểm sau đó, vì nó đã được phát hiện vào năm 1857 tại Dra 'Abu el-Naga', dường như đã bị cố tình giấu trong một đống mảnh vỡ. Cỗ quan tài được sơn màu và trát vữa của ông đã được phát hiện bởi hai nhà Ai Cập học Auguste Mariette và Heinrich Brugsch, họ lưu ý rằng xác ướp của nó đã trong tình trạng rất xấu. Chôn cùng với xác ướp là một con dao găm bằng vàng và bạc, bùa hộ mệnh, một đồ trang sức bọ hung, gương đồng, và một bùa che ngực có đồ hình (cartouche) có tên của người kế vị và em trai của ông, Ahmose.

## Tiểu sử
- Gardiner, Sir Alan. Egypt of the pharaon s. Oxford: University Press, 1964, 1961.
- Montet, Pierre. Eternal Egypt, translated from the French by Doreen Weightman. London, 1964
- Pritchard, James B. (Editor). Ancient Near Eastern Texts Relating to the Old Testament (3rd edition). Princeton, 1969.
- Redford, Donald B. History and Chronology of the Eighteenth Dynasty of Egypt: Seven Studies. Toronto, 1967.
- Ryholt, Kim SB, The Political Situation in Egypt during the Second Intermediate Period (Carsten Niebuhr Institute Publications, Copenhagen, (Museum Tusculanum Press:1997) ISBN 87-7289-421-0
- Simpson, William Kelly (Editor). The Literature of Ancient Egypt: An Anthology of Stories, Instructions, Stelae, Autobiographies, and Poetry (3rd edition). New Haven, 2003, pp. 345–50 (translation of the Kamose texts).